# SKP Bulldogs Hodonín
SKP Bulldogs Hodonín byl český futsalový klub z Hodonína. Klub byl založen v roce 1999. V roce 2002 se klub dokázal probojovat do Divize. V roce 2005 byl klub sloučen s Templáři Ivančice, díky čemuž klubu připadla druholigová licence. V sezóně 2006/07 klub vyhrává druholigovou skupina Východ a postupuje tím poprvé v historii do nejvyšší soutěži. V první lize se klubu vůbec nedařilo, z 22 zápasů klub pouze dvakrát remizoval a s pouhými dvěma body tak sestoupil zpět do druhé ligy. Ve druhé lize klub obsazuje až 10. místo a po ukončení druholigové sezóny 2008/09 zaniká.
Své domácí zápasy odehrával klub ve sportovní hale TEZA Hodonín s kapacitou 800 diváků.

## Vývoj názvů klubu
Zdroj:
- 1999 – SKP Olympia Hodonín
- 2003 – SKP Bulldogs Hodonín
- 2005 – SKP Bulldogs Ivančice
- 2006 – SKP Bulldogs Hodonín

## Umístění v jednotlivých sezonách
Zdroj:
Legenda: Z - zápasy, V - výhry, R - remízy, P - porážky, VG - vstřelené góly, OG - obdržené góly, +/- - rozdíl skóre, B - body, červené podbarvení - sestup, zelené podbarvení - postup, fialové podbarvení - reorganizace, změna skupiny či soutěže
| Česko (2002 – 2009) |                      |        |    |    |   |    |     |     |     |    |       |          |
| Sezóny              | Liga                 | Úroveň | Z  | V  | R | P  | VG  | OG  | +/- | B  | P. ZČ | Play-off |
| 2002/03             | Divize G             | 3      | 30 | 9  | 3 | 18 | 115 | 137 | -22 | 30 | 15.   |          |
| 2003/04             | Divize E             | 3      | 22 | 16 | 2 | 4  | 128 | 64  | +64 | 50 | 2.    |          |
| 2004/05             | Divize E             | 3      | 22 | 17 | 3 | 2  | 144 | 58  | +86 | 54 | 2.    |          |
| 2005/06             | 2. liga – sk. Východ | 2      | 22 | 15 | 2 | 5  | 102 | 73  | +29 | 47 | 2.    |          |
| 2006/07             | 2. liga – sk. Východ | 2      | 22 | 17 | 4 | 1  | 110 | 66  | +44 | 55 | 1.    |          |
| 2007/08             | 1. celostátní liga   | 1      | 22 | 0  | 2 | 20 | 41  | 117 | -76 | 2  | 12.   |          |
| 2008/09             | 2. liga – sk. Východ | 2      | 22 | 6  | 3 | 13 | 68  | 88  | -20 | 21 | 10.   |          |